# Генрієтта Еберт
Генрієтта Еберт (нім. Henrietta Ebert, 15 січня 1954) — німецька академічна веслувальниця.
Олімпійська чемпіонка 1976 року в складі вісімки.
Чемпіонка світу 1974 (вісімки), 1975 (розпашні четвірки зі стерновою) років, срібна призерка 1978 року в складі вісімки.
Срібна призерка Чемпіонату Європи 1973 року в складі вісімки.